# أصدقاء الطبيعة
أصدقاء الطبيعة هي منظمة عالمية غير ربحية، تأسست في فيينا عام 1895. معروفة (بالفرنسية: Les Amis de la Nature، بالألمانية: Naturfreunde، بالإيطالية: Amici della Natura.

## وصلات خارجية
- International International Friends of Nature
- Naturefriends - Great Britain
- Swiss organization
- Geneva organization
- International Young Friends of Nature